# Operatie Kelk
Operatie Kelk is de naam gegeven aan een gerechtelijk onderzoek met huiszoeking, bevolen door de Brusselse onderzoeksrechter Wim De Troy en gehouden op 24 juni 2010 in het kader van een onderzoek betreffende seksueel misbruik in de Belgische kerkprovincie.

## Geschiedenis

### Verloop
Het gerechtelijk onderzoek, geleid door onderzoeksrechter De Troy die gelast was met de zaak door het federaal parket, was een strafrechtelijk onderzoek, dat moest nagaan of de leiding van de Belgische katholieke Kerk al dan niet strafbaar was voor pogingen om kindermisbruik in de doofpot te stoppen, en of zij strafbaar was voor schuldig verzuim.
In het Belgische strafrecht is men schuldig aan schuldig verzuim wanneer men verzuimt hulp te verlenen aan een persoon in groot gevaar. De bisschoppen, zowel als de hoofden van de congregaties konden hieraan schuldig bevonden worden indien mocht blijken dat ze geen hulp hadden geboden aan de slachtoffers van het kindermisbruik binnen de katholieke Kerk.

### Opdracht
De onderzoeksrechter gaf opdracht een groot aantal dossiers en computers in beslag te nemen. Hiervoor werden huiszoekingen uitgevoerd in het aartsbisschoppelijk paleis in Mechelen, het graf van kardinaal Mercier in de Sint-Romboutskathedraal, de woning van kardinaal Danneels en de gebouwen waar de Commissie Adriaenssens zetelde. De media waren aan het aartsbisschoppelijk paleis aanwezig wegens een interview met professor canoniek recht, Rik Torfs, en leverden live verslag van de activiteiten van de gerechtelijke politie.

### Reacties
De Heilige Stoel reageerde vrijwel onmiddellijk en stelde kritische vragen bij de grafschennis in de kathedraal. De Belgische ambassadeur in Rome werd geconvoceerd en ook de Paus uitte bezorgdheid. De minister van Justitie verdedigde de procedure. Aartsbisschop André Léonard reageerde met de opmerking dat de operatie eerder paste in een roman 'à la Da Vinci Code' dan in de werkelijkheid en bevestigde de wil tot volledige medewerking aan het onderzoek.
Ook de slachtoffers die hun dossier hadden toevertrouwd aan de commissie-Adriaenssens waren geschokt door de schending van het vertrouwelijke karakter. 'Dat is dan jammer voor hen' gaf de parketwoordvoerder Jos Colpin als commentaar. De commissie-Adriaenssens zelf besloot in reactie op de inbeslagname van haar dossiers haar onderzoek te staken. Het verdere onderzoek werd gekenmerkt door perslekken over details van het onderzoek die breed in de media werden uitgemeten.
De bisschoppenconferentie nam advocaat Fernand Keuleneer in de arm. Hij beoordeelde de huiszoekingen als een 'fishing expedition' waarbij de netten zo ruim mogelijk werden uitgezet, in de hoop toch iets te vangen. Op basis van een reeks door hem geuite bezwaren, diende hij een verzoek tot nietigverklaring bij de rechtbank in.

### Juridische procedures
Op 9 september 2010 oordeelde de Kamer van inbeschuldigingstelling (KI) dat onderzoeksrechter De Troy alle in beslag genomen dossiers moest terugbezorgen. De onderzoeksrechter zou tijdens deze huiszoekingen zijn boekje te buiten zijn gegaan. Eerder werd een gelijkaardig arrest uitgesproken met betrekking tot de dossiers die in beslag waren genomen bij de commissie-Adriaenssens. De verkregen bewijzen gebaseerd op die huiszoekingen zouden niet rechtsgeldig zijn. De demissionaire Belgische minister van Justitie was van mening dat het onderzoek kon doorgaan.
Op 12 oktober 2010 vernietigde het Hof van cassatie de beslissingen van de KI waarbij die huiszoekingen onwettig verklaard werden. Als reden gaf Cassatie dat de burgerlijke partijen niet werden gehoord door de KI, en dit een schending van de procedure betekende. Een andere Kamer van inbeschuldigingstelling in Brussel moest zich vervolgens over de zaak buigen. De burgerlijke partijen moesten nu wél gehoord worden.
Op 22 december 2010 besliste de KI dat de huiszoekingen bij het aartsbisdom en bij kardinaal Godfried Danneels wél wettelijk waren, maar de huiszoekingen bij de commissie-Adriaenssens niet. Hiertegen werd opnieuw cassatieberoep aangetekend. In april 2011 vernietigde het Hof van Cassatie het laatste arrest van de KI door te stellen dat het onvoldoende gemotiveerd was.
Op 24 oktober 2011 boog de Brusselse Kamer van inbeschuldigingstelling zich voor de derde keer op een jaar tijd over de rechtsgeldigheid van Operatie Kelk. Het federaal parket en Christine Mussche, de advocaat van een groep slachtoffers, pleitten op de zitting dat de huiszoekingen bij kardinaal Danneels en in het paleis van de aartsbisschop rechtsgeldig waren. Fernand Keuleneer, de advocaat van kardinaal Danneels en van het aartsbisdom, pleitte het tegenovergestelde.
Op 29 november 2011 viel de uitspraak: de Brusselse KI verklaarde de huiszoekingen en inbeslagnames bij kardinaal Danneels en het aartsbisdom nietig. De advocaten van de slachtoffers, Christine Mussche en Walter Van Steenbrugge, beslisten op 5 december 2011 opnieuw in cassatie te gaan.
In de week van 20 februari 2012 werd door de advocaten van de slachtoffers binnen het kader van deze cassatieprocedure een "Memorie" neergelegd ter griffie van het Hof van Cassatie te Brussel in naam van 69 slachtoffers van seksueel misbruik die tegen het arrest wilden ingaan. Deze memorie van 24 bladzijden had betrekking op de geldigheid van de huiszoeking en de bruikbaarheid van het bewijsmateriaal, en de stukken die bij de huiszoeking in beslag waren genomen. Op 20 maart 2012 gaf onderzoeksrechter Wim De Troy te kennen dat hij op het einde van die maand zijn ambt zou neerleggen wegens onenigheid met zijn overste over het overplaatsen van zijn assistente Peggy Coppens na haar zwangerschapsverlof.
Op 3 april 2012 besliste het Hof van Cassatie in Brussel dat het laatste arrest van de Kamer van inbeschuldigingstelling (van 29 november 2011), dat bepaalde dat de huiszoekingen van onderzoeksrechter Wim De Troy en het in beslag genomen bewijsmateriaal nietig wordt verklaard, gedeeltelijk werd verbroken. Deze beslissing werd deels gebaseerd op de door de advocaten van de slachtoffers aangehaalde "Antigoon-doctrine". Deze rechtspraak zegt dat zelfs als de methode, gebruikt om tot het bewijsmateriaal te komen wordt betwist, dit bewijsmateriaal daarom niet ongeldig is. Een nieuw samengestelde Kamer zal zich voor de zomer uitspreken over de gevolgen van de verbreking van het arrest. Voorlopig wordt een belangrijk deel van de dossiers die onder andere moet dienen om 'schuldig verzuim' binnen de kerk te kunnen bewijzen, opnieuw toegelaten in het verdere onderzoek.
Op 18 juli 2012 keurde de Kamer het aangekondigde woonverbod voor pedofielen goed. Rechters krijgen daarmee onder meer de mogelijkheid om binnen bepaalde zones en voor een bepaalde tijd pedofielen een woonverbod op te leggen. Dit wetsvoorstel spruit voort uit de werkzaamheden van de bijzondere commissie seksueel misbruik. Minstens even belangrijk binnen de perikelen rond Operatie Kelk is het wetsvoorstel dat het probleem regelt van wat moet gebeuren met stukken - zoals dossiers van slachtoffers - waarvan de inbeslagneming nietig werd verklaard waardoor ze uit het strafdossier werden verwijderd. De raadkamer en Kamer van inbeschuldigingstelling kunnen bepalen in welke mate de stukken alsnog in de strafprocedure mogen worden ingezien en aangewend door een partij. Dit wetsvoorstel maakt een einde aan het hele debat en de discussies rond de door ex-onderzoeksrechter Wim De Troy in beslag genomen stukken.

### Nieuwe huiszoekingen en verder verloop
Begin 2012 werd er nieuw leven geblazen in het onderzoek, dat dreigde ten onder te gaan aan een procedureslag. Er werden tientallen huiszoekingen verricht in alle Vlaamse en Waalse bisdommen, evenals in een dertigtal ordes, congregaties en kloostergemeenschappen.
In mei 2012 werd magistraat Colette Callewaert aangesteld als nieuwe Brusselse onderzoeksrechter ter vervanging van Wim De Troy wiens mandaat op 1 april was afgelopen. De nieuwe magistraat nam (bijna) alle dossiers van De Troy over uit Operatie Kelk.
Op 17 oktober 2012 meldde de krant De Standaard dat in het onderzoek Operatie Kelk 'tientallen' processen verbaal waren verdwenen. Het parket gaf als voorlopige verklaring dat een poetsvrouw de dossiers zou hebben weggegooid. De advocaat van de bisschoppen, Meester Fernand Keuleneer, maakte duidelijk dat dit de procedure wegens schuldig verzuim in het gedrang kon brengen. Ook Jan Hertogen diende een klacht in tegen de verdwijning van 445 stukken, eventueel m.b.t. zijn melding aan Adriaenssens. Ook al was van deze 445 stukken een kopie aanwezig in het dossier, toch blijft tot op vandaag de vraag wat er met de originele stukken is gebeurd. Dit had dus niets vandoen met een 'georganiseerde boycot'. Integendeel, het was een slordigheid op rekening van onderzoeksrechter De Troy, die trouwens, op basis van het PV van Colette Callewaert werd vastgesteld. De advocaat van de slachtoffers binnen de groepsvordering schuldig verzuim tegen de kerkelijke oversten sprak van een georganiseerde boycot. De Brusselse Kamer van inbeschuldigingstelling (KI) had zich op 16 oktober 2012, dus een dag voor het uitlekken van de verloren PV's, normaal voor de vierde keer op twee jaar tijd moeten buigen over de rechtsgeldigheid van Operatie Kelk, met name de huiszoekingen van juni 2010 in het aartsbisschoppelijk paleis en in de ambtswoning van kardinaal Godfried Danneels in Mechelen.
De zaak werd echter uitgesteld tot 20 november 2012, onder meer omdat de advocaten van de kerk aanvoerden dat hun recht op verdediging was geschonden.
Op 17 februari 2025 wordt door de Brussels raadkamer het onderzoek uit 2010 naar seksueel misbruik in de kerk vervallen verklaard.

### Andere ontwikkelingen
Op 18 oktober 2012 maakte socioloog en slachtoffer van seksueel misbruik Jan Hertogen door middel van een e-mail het proces-verbaal publiek dat onderzoeksrechter Colette Calewaert opgesteld had kort na haar aanstelling (april 2012) over de verdwijning van dossierstukken. Deze handelswijze was nieuw en kreeg in de pers de nodige aandacht. Hertogen had in de lente van 2012 als slachtoffer een overeenkomst gesloten met het Bisdom Hasselt (waar hij werd misbruikt) en kreeg financiële compensatie en erkenning. Hij beklemtoonde vooral dat slachtoffers best met de kerk praten om tot erkenning en compensatie te komen, en is tegenstander van alles wat met Operatie Kelk te maken heeft.
Binnen het kader van de procedure 'schuldig verzuim', besliste het Hof van Beroep te Luik op 23 april 2015 Mgr. Léonard in een welbepaald dossier van seksueel misbruik te veroordelen omdat hij in de periode 1996-2001 niet het gepaste gevolg had verleend aan de aangifte die een slachtoffer van feiten van seksueel misbruik had gedaan. Het slachtoffer was priester in wording, en had meer bepaald in het jaar 1996 aangifte gedaan van de feiten via een klacht bij de kerkelijke overheden. Het Hof van Beroep te Luik oordeelde dat Mgr. Léonard een fout beging door
1. de ernst van de feiten te onderschatten,
2. het slachtoffer te miskennen,
3. geen plicht tot schadevergoeding op te leggen aan de dader,
4. geen sanctie van 'verwijdering' te treffen, waardoor de dader nieuwe feiten heeft kunnen plegen.

Door deze opsomming in het arrest op te nemen, werd voor het eerst in België de definitie van schuldig verzuim duidelijk neergeschreven. Dit oordeel is een primeur, waarvan de impact op andere lopende rechtszaken nog moet blijken.

### In de media en de politiek
Operatie Kelk was het onderwerp van de derde aflevering van de documentaireserie Godvergeten.
Naar aanleiding van Godvergeten richtte de Kamer van volksvertegenwoordigers in oktober 2023 een onderzoekscommissie op naar de aanpak van seksueel misbruik in de Kerk, dat op 2 mei 2024 een eindrapport voorstelde. In de nieuwe legislatuur in september 2024 richtte de Kamer opnieuw een onderzoekscommissie op naar mogelijke disfuncties in Operatie Kelk.